# Steve Rushton
Steve Rushton es un artista británico. Rushton nació en Frimley Park Hospital en Surrey, Inglaterra. Se subió a un escenario a los 7 años y así se introdujo en el mundo de la música gracias a su padrastro, es un gran fan de Elvis.

## Carrera musical

### Mr. Cheerful
Steve fue compositor, guitarrista y vocalista de la banda Mr.Cheerful. Esta banda tenía influencias de artistas como Elvis y Green Day. Participaron en el festival de Eurovision Junior en 2003. Steve no continuó en Mr. Cheerful cuando se unió a la banda británica pop punk Son of Dork.

### Son Of Dork
Steve Rushton es el exbajista, cantante y percusionista de la banda de punk pop británica Son Of Dork. La banda tenía dos top 10 hits en el Reino Unido. Sin embargo, tras dos años de inactividad en la banda, en el año 2008 decidió dejar la banda declarando, "Nunca tome una guitarra y la deje colgada en una pared acumulando polvo durante dos años y estoy harto".

## Hollywood Records

### Solo
En 2008, Steve se embarcó en una carrera solista y firmó con Hollywood Records. Fue a vivr a Los Ángeles para crear su álbum debut que llegaría ser publicado a mediados de 2009.  
Su primer sencillo, Emergency, se escuchó por primera vez en Radio Disney en el mes de marzo y formó parte de la banda sonora de la película de Disney "La montaña embrujada". El sencillo se puede descargar en iTunes y escucharlo en Radio Disney. El videoclip de Emergency puede verse en las páginas de Steve de Youtube o Myspace.

## Disney
En 2008, Steve se convirtió en un miembro más de Disney y ha colaborado en los soundtracks de algunas películas de esta compañía.

### Hannah Montana: La Película
Steve se pidió llevar a cabo dos de sus canciones de éxito "Game Over" y "Everything I Want" en la nueva película de Miley Cyrus, Hannah Montana: La película.

### Race to Witch Mountain
Emergency, primer sencillo de Steve en solitario, aparece en la banda sonora de esta película de Disney. 

### G-Force
Grabó una canción con videoclip incluido para la película.

### En busca de Santa Can
También grabó la canción "Santa claus is coming to town" de banda sonora para la película
"En busca de Santa Can".
- Datos: Q3047600
- Multimedia: Steve Rushton / Q3047600